# Oxyagrion pseudocardinale
Oxyagrion pseudocardinale är en trollsländeart som beskrevs av Costa, Irineu och Santos 2000. Oxyagrion pseudocardinale ingår i släktet Oxyagrion och familjen dammflicksländor. Inga underarter finns listade i Catalogue of Life.